# Swarm (космическая миссия)
Swarm — спутниковая миссия Европейского Космического Агентства (ЕКА), предназначенная для изучения магнитного поля Земли.
Миссия состоит из трёх спутников на различных полярных орбитах высотой от 460 до 530 км.
Масса каждого спутника — 472 килограмма. Первоначально два спутника выведены на орбиту высотой 460 километров, затем они будут постепенно снижаться до 300 километров. Третий спутник выведен на более высокую орбиту высотой 530 километров.
Запуск был осуществлён 22 ноября 2013 г. при помощи ракеты-носителя «Рокот».